# Rothus
Genre
Rothus est un genre d'araignées aranéomorphes de la famille des Pisauridae.

## Distribution
Les espèces de ce genre se rencontrent en Afrique et en Israël.

## Liste des espèces
Selon World Spider Catalog (version 17.0, 07/05/2016) :
- Rothus aethiopicus (Pavesi, 1883)
- Rothus auratus Pocock, 1900
- Rothus vittatus Simon, 1898

## Publication originale
- Simon, 1898 : Histoire naturelle des araignées. Paris, vol. 2, p. 193-380 (texte intégral).